# GemeindeTV
GemeindeTV ist ein österreichischer Regional-TV-Sender mit Sitz in Purgstall an der Erlauf und Amstetten (Niederösterreich). Themenschwerpunkte sind Nachrichten, Informationen und Veranstaltungen von Gemeinden und Städten. Das Hauptsendegebiet ist das Mostviertel, wo auch der überwiegende Teil der Beiträge produziert werden. Produziert wird vor Ort und aus den beiden Studios an den beiden Standorten.

## Geschichte
Gegründet wurde das Unternehmen von Tobias Karlinger und Andreas Punz im Jahr 2021. Davor wurden Videobeiträge, mit regionalen Themen als Inhalte, hobbymäßig von den beiden Gründern erstellt und auf der Social-Media-Plattform Facebook veröffentlicht. Die Übertragung der Videobeiträge erfolgte anfangs über Soziale Medien und einen YouTube-Kanal. Ab 2021 wurde in einem regionalen Kabel-TV eine halbstündige Sendung sowie ein regelmäßiger Newsflash veröffentlicht.
Im Jahr 2022 übernahm Andreas Punz die Anteile von Tobias Karlinger und wurde alleiniger Eigentümer des Regionalsenders. Im Oktober 2022 übernahm das Unternehmen den etablierten TV-Sender im Mostviertel MostviertelTV, auch bekannt als M4TV. Die beiden Sender fusionierten und konnten so die Reichweite ausbauen.

## Reichweite
Aktuell erreicht der Sender rund 1 Million Haushalte über KabelTV und zwei DVBT-Sender.
Daneben wird ein Youtube-Kanal, ein TikTok-Kanal und eine Website zur Übertragung genutzt. Auf den Sozialen Netzwerken Facebook und Instagram gibt es für die Bezirke Amstetten, Melk, Scheibbs und Waidhofen an der Ybbs eine Seite. Laut eigenen Angaben erreicht der Sender 30.000 Personen wöchentlich auf Sozialen Medien.